# فری ۱۳۳۲۶
سیارک ۱۳۳۲۶ (به انگلیسی: 13326 Ferri، نامگذاری:1998SH23) سیزده هزار و سیصد و بیست و ششمین سیارک کشف شده‌است که در ۱۷ سپتامبر ۱۹۹۸ کشف شد.
قدر مطلق سیارک برابر ۳۷.۱ است.